# Göteborgs stads förtjänsttecken
Göteborgs stads förtjänsttecken instiftades av Göteborgs stadsfullmäktige den 29 april 1948. Tecknet är utformat av arkitekt R.O. Swensson, och består av en bild av stadens vapen innefattat i eklövskrans som bärs i ett blåvitt band.
Det första förtjänsttecknet delades ut den 4 juni 1948 till landshövding Malte Jacobsson. De första tio tecknen gick till Malte Jacobsson, Lisebergschefen Herman Lindholm, läkaren Olof Forselius, prosten Karl Ahlberg (1875–1951), sjuksköterskan Anna Andersson, generalkonsul Henning Beyer (1884–1948), kommunalarbetareförmannen Johan Blomberg, Bertha Burman-Andersson (1870–1957), disponent Einar Carlbring (1880–1970) och spårvägsmannen C.R. Carlsson. Ytterligare 35 förtjänsttecken delades ut vid detta första tillfälle.

## Utdelningar, årsvis
Nedan listas antal prismottagare per år, med alla alternativt ett urval av pristagarna.
| År   | Antal | Urval av pristagare |
| ---- | ----- | --- |
| 1948 | 47    | Sven Wingquist, Malte Jacobsson, Herman Lindholm, Hans Pettersson |
| 1949 | 28    | Hugo Höglund, Knut Ström, Curt Weibull, Erik Magnus, Olof Traung |
| 1950 | 23    | Tor Bjurström, Ludde Gentzel |
| 1951 | 21    | Jeanna Oterdahl |
| 1952 | 19    | Axel Boëthius |
| 1953 | 15    | kanslichefen Otto Berg; förbundskassören Bernhard Carlsson; landsarkivarien Gustaf Clemensson; byggnadsingenjören G. Albert Gustafsson; ombudsmannen John Gustavsson; byråchefen Werner Göransson; överläraren Axel Hagnell; överbibliotekarien Severin Hallberg; gatuchefen Walter Huggert; direktören Johan Johansson; civilingenjören Hakon Leffler; skådespelaren Albin Lindahl; kanslichefen Yngve Stenström; distriktsläkaren Carl Axel Wallgren; bostadskonsulenten Anna Alander |
| 1954 | 19    | Assar Gabrielsson, Björn Prytz |
| 1955 | 12    | Ester Mosesson |
| 1956 | 14    | Ernst Fontell, Viktor Henrikson |
| 1957 | 8     | |
| 1958 | 11    | Harry Hjörne |
| 1959 | 11    | Gunnar Gren |
| 1960 | 12    | Karl Gerhard, Evert Taube |
| 1961 | 11    | Bertil von Friesen |
| 1962 | 18    | Ann-Ida Broström |
| 1963 | 16    | Styrbjörn Lindedal |
| 1964 | 17    | Berta Hall |
| 1965 | 10    | Love Mannheimer, Evy Tibell |
| 1966 | 16    | Rudolf Flink, Gösta Kjellertz, Agne Rundqvist |
| 1967 | 11    | Endre Nemes |
| 1968 | 12    | Victor Hasselblad, Hubert Lärn |
| 1969 | 12    | Torvald Gahlin |
| 1970 | 14    | Gunnar Fagrell |
| 1971 | 10    | Gunnar Engellau |
| 1972 | 14    | Birgit Nilsson |
| 1973 | 10    | Sergiu Comissiona, Bo Giertz |
| 1974 | 10    | Sixten Eckerberg, Ingrid Segerstedt Wiberg |
| 1975 | 8     | Sven Strömberg |
| 1976 | 10    | Folke Abenius, Ulrika Knape, Sven Schånberg |
| 1977 | 12    | Nils Dahlbeck, Sonya Hedenbratt |
| 1978 | 15    | Sven Tjusling |
| 1979 | 12    | Erik Huss, Torsten Billman |
| 1980 | 12    | Sten-Åke Cederhök |
| 1981 | 12    | Hagge Geigert, Pehr G. Gyllenhammar, Bengt Hubendick |
| 1982 | 12    | Ellen Bergman |
| 1983 | 14    | Eric S. Alexandersson |
| 1984 | 13    | Sten A. Olsson |
| 1985 | 13    | Anders Bernmar |
| 1986 | 14    | Elsa Blomqvist, Lennart Hjulström |
| 1987 | 15    | Knut Irwe, Erik Wettergren |
| 1988 | 14    | Håkan Frisinger, Ronnie Hartley, Neeme Järvi |
| 1989 | 12    | Gunnel Enby, Ebbe Hagard |
| 1990 | 13    | Lars Malmros, Märta Schéle |
| 1991 | 13    | Bertil Gärtner, Eino Hanski |
| 1992 | 12    | Sören Mannheimer |
| 1993 | 13    | IFK Göteborg, Viveca Lärn |
| 1994 | 12    | Sture Allén, Kent Andersson |
| 1995 | 13    | Sture Hegerfors, Gert Lengstrand, Jörgen Weibull |
| 1996 | 12    | Bertil Falck, Leif "Loket" Olsson |
| 1997 | 12    | Claes Hylinger, David Lega |
| 1998 | 11    | Hans Josefsson |
| 1999 | 11    | Leif Mannerström |
| 2000 | 9     | Sören Holmberg, Carin Mannheimer, Britt-Marie Mattsson |
| 2001 | 11    | Tom Heyman, Mikael Ljungberg, Laila Westersund |
| 2002 | 12    | Margita Björklund, Lars Englund, Monika Tunbäck-Hansson |
| 2003 | 12    | Berit Jóhannesson |
| 2004 | 12    | Dan Sten Olsson, Marie Rådbo |
| 2005 | 12    | Claes-Göran Brandin, Hans-Olov Olsson, Jasenko Selimović |
| 2006 | 12    | Rune Thorén, Birgitta Ulfsson, Freddie Wadling |
| 2007 | 13    | Claes Eriksson, Christina Rogestam, Yannick Tregaro |
| 2008 | 13    | Göte Bernhardsson, Martin Fritz, Anita Sidén, Birgitta Skarin Frykman |
| 2009 | 14    | Christian Azar, Gunnar Bjursell, Thor Guttormsen, Ingvar Oldsberg, Leif Swärd, Christer Thorvaldsson |
| 2010 | 12    | Per Eckerdal, Jan Eliasson, Roger Gustafsson |
| 2011 | 12    | Sven-Eric Liedman, Elisabeth Palm, Mats Wedin |
| 2012 | 11    | Gustavo Dudamel, Kristin Hammarström, Patrik Sjöberg, Agnes Wold |
| 2013 | 11    | Anna-Carin Ahlquist, Lars Gårdfeldt, Curt-Eric Holmquist |
| 2014 | 12    | Greta Segerson, Berit Larsson, doktor i genusvetenskap, Gunhild Kyle, Lennart Weibull, Helena Wessman |
| 2015 | 10    | Karin Markides, Lars Swahn, Anna Takanen, Ulf Wakenius |
| 2016 | 12    | Kia Andreasson, Lotta Engberg, Emma Green, Gert Wingårdh |
| 2017 | 11    | Pam Fredman, Gert Gelotte, Sven Wollter |
| 2018 | 12    | Ronnie Hallgren, Roger Holtback, Anneli Hulthén, Paula af Malmborg Ward, Pelle Petterson |
| 2019 | 10    | Lars Arvidsson, Håkan Hellström, Rose-Marie Nielsen, Annelie Pompe, Tasso Stafilidis |
| 2020 | 6     | Henry Ascher |
| 2021 | 6     | Anna Mannheimer, Peter Apelgren, Lars-Gunnar Andersson |
| 2022 | 8     | Leif Pagrotsky, Frida Edman, Carl-Einar Häckner |